# USS San Diego (CL-53)
USS San Diego (CL-53) var en lätt kryssare av Atlanta-klass i USA:s flotta, tagen i tjänst strax efter USA:s inträde i andra världskriget. Beväpnad med 16 stycken 12,7 cm/38 cal allmålskanoner och 16 stycken Bofors 40 mm luftvärnskanoner, hade Atlanta-klassen ett av de starkaste luftvärnet bland alla krigsfartyg under andra världskriget.
San Diego var ett av de mest dekorerade amerikanska fartygen under andra världskriget, med 18 battle stars, och var det första större allierade krigsfartyget som gick in i Tokyobukten efter Japans kapitulation. Fartyget togs ur bruk 1946 och såldes för skrotning i december 1960.

## Konstruktion

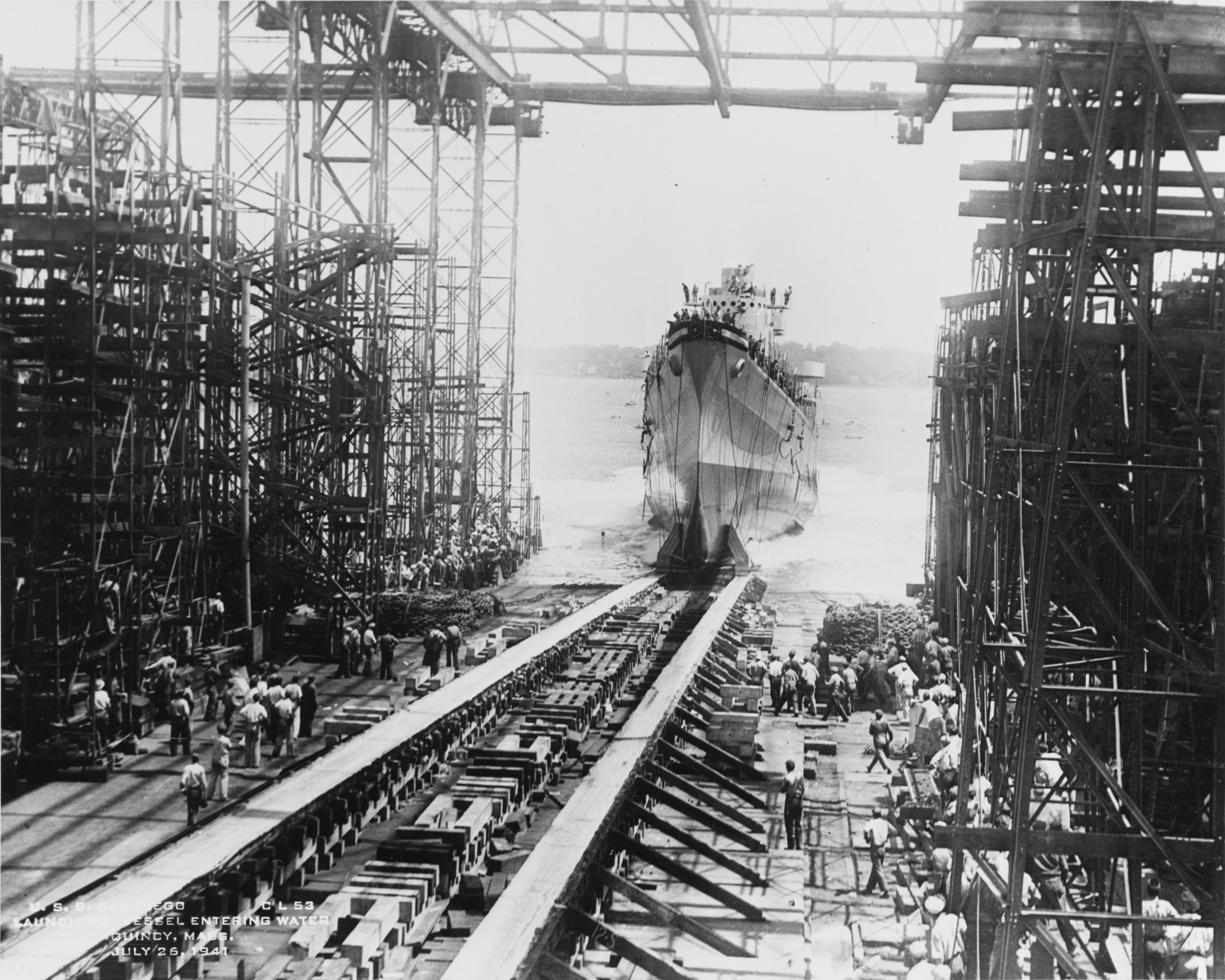
San Diego sjösätts den 26 juli 1941

San Diego kölsträcktes den 27 mars 1940 av Bethlehem Steel i Quincy, Massachusetts, sjösattes den 26 juli 1941, och togs i bruk den 10 januari 1942.

## Tjänstgöring

### 1942–1943
Efter sjötester i Chesapeake Bay seglade San Diego via Panamakanalen till den amerikanska västkusten och anlände till San Diego den 16 maj 1942. San Diego eskorterade USS Saratoga och missade med nöd och näppe slaget vid Midway. Den 15 juni började hon eskortera Hornet under operationer i södra Stilla havet. I början av augusti stödde hon den första amerikanska offensiven i kriget, invasionen av Salomonöarna vid Guadalcanal. Med kraftfulla flyg- och flottstyrkor kämpade japanerna hårt mot den amerikanska framryckningen och orsakade stora skador; San Diego bevittnade sänkningen av Wasp den 15 september och Hornet den 26 oktober.
San Diego gav luftvärnsskydd åt Enterprise under det avgörande tre dagar långa sjöslaget om Guadalcanal den 12-15 november 1942. Efter flera månaders tjänstgöring i de farliga vattnen runt Salomonöarna seglade San Diego via Espiritu Santo, Nya Hebriderna, till Auckland, Nya Zeeland, för bunkring.
I Noumea, Nya Kaledonien, anslöt sig den lätta kryssaren till Saratoga, det enda tillgängliga amerikanska hangarfartyget i södra Stilla havet, och HMS Victorious för att stödja invasionen av Munda, New Georgia, och Bougainville. Den 5 november och 11 november 1943 deltog hon tillsammans med Saratoga och Princeton i mycket framgångsrika räder mot Rabaul. San Diego deltog i Operation Galvanic, erövringen av Tarawa på Gilbertöarna. Hon eskorterade Lexington, som skadats av en torped, till Pearl Harbor för reparationer den 9 december. San Diego fortsatte till San Francisco för installation av modern radarutrustning, ett Combat Information Center och 40 mm luftvärnskanoner för att ersätta sina föråldrade 28 mm-batterier.

### 1944
Hon anslöt sig till viceamiral Marc Mitschers Fast Carrier Task Force i Pearl Harbor i januari 1944 och var en viktig del av den stora styrkan under resten av kriget. Hennes snabbskjutande kanoner skyddade hangarfartygen mot luftangrepp. San Diego deltog i "Operation Flintlock", erövringen av Majuro och Kwajalein, och "Catchpole", invasionen av Eniwetok, på Marshallöarna från den 31 januari till den 4 mars. Under denna period genomförde Task Force 58 (TF 58) en förödande attack mot Truk, den japanska flottbasen känd som "Stilla havets Gibraltar".
San Diego ångade tillbaka till San Francisco för ytterligare kompletteringar av sin radar och återförenades sedan med hangarfartygsstyrkan vid Majuro i tid för att delta i räder mot Wakeöarna och Marcusön i juni. Hon var en del av hangarfartygsstyrkan som skyddade invasionen av Saipan, deltog i anfall mot Boninöarna och segern i det första slaget om Filippinska sjön den 19-20 juni. Efter ett kort stopp vid Enewetak stödde San Diego och hennes hangarfartyg invasionen av Guam och Tinian, slog till mot Palau och genomförde de första hangarfartygsräderna mot Filippinerna. Den 6 och 8 augusti stod hon redo när hangarfartygen gav luftunderstöd till marinsoldater som landsteg på Peleliu.
Den 21 september slog styrkan till mot Manilabukten. Efter att ha bunkrat vid Saipan och Ulithi seglade hon med TF 38 i dess första anfall mot Okinawa. Den 12-15 oktober anföll hangarfartygen flygfälten på Formosa medan San Diegos kanoner sköt ner två av de nio japanska flygplanen i hennes sektor och drev bort de andra; några fiendeplan tog sig dock igenom och skadade Houston och Canberra. San Diego hjälpte till att eskortera de två skadade kryssarna utom fara till Ulithi.

### 1945
I januari 1945 gick TF 38 in i Sydkinesiska havet för anfall mot Formosa, Luzon, Indokina och södra Kina. Styrkan slog till mot Okinawa innan den återvände till Ulithi för bunkring.
San Diego deltog därefter i hangarfartygsoperationer mot de japanska hemöarna, de första sedan Doolittleräden 1942. Hangarfartygsstyrkan avslutade februari månad med anfall mot Iwo Jima.
Den 1 mars avskiljdes San Diego och andra kryssare från hangarfartygsstyrkan för att beskjuta ön Okino Daijo som stöd för landstigningen på Okinawa. Efter ytterligare ett besök på Ulithi deltog hon i hangarfartygsanfall mot Kyūshū och sköt återigen ner eller drev bort fiendeplan som attackerade hangarfartygen. Natten mellan den 27 och 28 mars deltog San Diego i beskjutningen av Minami Daito Jima; den 11 april, och igen den 16 april, sköt hennes kanoner ner två angripande flygplan. Hon hjälpte till att ge luftvärnsskydd åt fartyg som skadats av kamikazeattacker och eskorterade dem till säkerhet. Efter ett stopp vid Ulithi fortsatte hon som en del av hangarfartygsstyrkan som stödde invasionen av Okinawa, tills hon torrdockades på Guiuan, Samar, Filippinerna, för reparationer och underhåll.

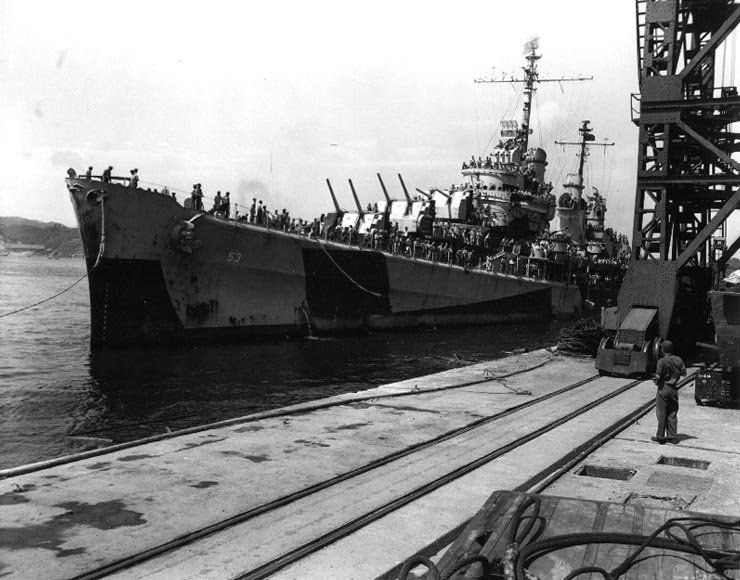
San Diego i flottbasen i Yokosuka den 30 augusti 1945

Hon tjänstgjorde sedan återigen med hangarfartygsstyrkan som opererade utanför Japans kust från den 10 juli tills fientligheterna upphörde. Den 27 augusti var San Diego det första större allierade krigsfartyget som gick in i Tokyobukten sedan krigets början, och hon hjälpte till med ockupationen av flottbasen i Yokosuka och kapitulationen av det japanska slagskeppet Nagato. Efter att ha seglat över 480 000 km i Stilla havet återvände hon till San Francisco den 14 september 1945. San Diego tjänstgjorde ytterligare som en del av "Operation Magic Carpet" för att föra hem amerikanska trupper.

### Avveckling och försäljning
San Diego togs ur bruk och placerades i Pacific Reserve Fleet den 4 november 1946, förtöjd i Bremerton, Washington. Hon ombetecknades till CLAA-53 den 18 mars 1949. 10 år senare ströks hon från flottans register, den 1 mars 1959. Hon såldes i december 1960 till Todd Shipyards, Seattle, Washington.